# Il paese delle pellicce
Il paese delle pellicce (in francese Le Pays des fourrures)   è un romanzo di Jules Verne edito nel 1873. L'avventura è ambientata tra i ghiacci dell'America settentrionale ed è costellata da vicende drammatiche nelle quali si esaltano il coraggio e la pazienza.

## Trama
Una spedizione inglese parte per l'estrema punta nord dell'America settentrionale per impiantare una riserva di caccia destinata agli animali da pelliccia. Tale spedizione si stabilisce sulla penisola Vittoria; a breve i componenti si accorgono però di aver costruito il loro insediamento non su un terreno solido, ma su ghiaccio coperto da terra e piante, staccato dal continente a causa di un terremoto. La penisola Vittoria diviene quindi un'isola vagante nel mare ghiacciato con l'opprimente pericolo che si sciolga totalmente la sua base o che si sposti troppo a nord. Dopo molti mesi durante i quali si cerca in mille modi la salvezza (ad esempio provando ad attraversare il mare ghiacciato con le slitte), dopo lunghi e tristi momenti, dopo avventure pericolose, quando ormai l'intera isola è ridotta ad un piccolo pezzetto di ghiaccio su cui si stringono ventuno persone e gli animali sopravvissuti, si tocca finalmente terra. L'arrivo è sull'ultima isola delle Aleutine, dove i particolari naufraghi vengono raccolti da alcuni pescatori. L'avventura termina con la promessa, da parte dei due protagonisti, di ritrovarsi ancora.

## Personaggi
- Jasper Hobson: tenente responsabile della spedizione
- Paolina Barnett: viaggiatrice molto coraggiosa unitasi alla spedizione
- Thomas Black: astronomo unitosi alla spedizione per assistere all'eclissi che in quell'anno (1860) doveva avvenire a quella latitudine (70º parallelo)
- Long: sergente della spedizione
- Mac Nap: carpentiere della spedizione
- Kellet: uno dei soldati della spedizione
- Kalumah: donna eschimese cara amica di Paulina, presente nella spedizione
- Magdge: amica e compagna da anni di Paulina

## Luoghi
- Forte Reliance: da cui parte la spedizione
- Isola Vittoria e Forte Speranza
- Mare di Bering
- Isola di Blejiuic (Isole Aleutine)

## Riferimenti scientifici
L'eclissi citata da Jules Verne fa riferimento all'eclisse totale di sole del 18 luglio 1860, la quale fu visibile in una stretta striscia di territorio che attraversava il Nord-Est degli Stati Uniti, il Canada, la Spagna, l'Algeria, la Libia, il Sudan. La zona più settentrionale in cui fu visibile fu il Labrador a 60° di latitudine nord (riportata dall'astronomo americano Stephen Alexander).